# Втрати 14-ї окремої механізованої бригади
У статті описано деталі загибелі бійців 14-ї окремої механізованої бригади.

## 2015
1. У ніч проти 1 січня 2015-го помер від поранень старшина Іван Андрухів.
2. 31 березня 2015, Діанов Григорій Юрійович
3. 17 квітня 2015, Цигикал Олексій Миколайович, автомобільна аварія
4. Саверський Вадим Олександрович|5 липня 2015, Саверський Вадим Олександрович, помер від поранень
5. 5 липня 2015, Стефанців Володимир Миколайович, Кременівка Нікольського району
6. 7 липня 2015, Устимук Василь Васильович[1]
7. 10 липня 2015, Соловій Микола Іванович, загинув поблизу міста Маріуполь під час перестрілки з ворогом, у ході якої також було важко поранено п'ятьох бійців[2]
8. 21 липня 2015, Остап'юк Мирослав Тарасович, молодший сержант, Кременівка Нікольського району, [3]
9. 30 липня 2015, Загородній Дмитро Валерійович, солдат, помер від поранень
10. 8 серпня 2015, Пакалов Олег Михайлович, солдат, Сартана[4]
11. 18 серпня 2015, старший солдат Ярмолюк Олексій Вікторович
12. 27 вересня 2015, Сівков Євген Григорович, солдат, під час детонування бойової гранати зазнав травм, несумісних з життям.
13. 7 жовтня 2015, старшина Чепіль Володимир Васильович, Тарамчук
14. 12 листопада 2015, солдат Тарасюк Сергій Костянтинович, помер від поранень
15. 14 листопада 2015, Мар'їнка, солдат Осадчук Станіслав Васильович
16. 14 листопада 2015, Мар'їнка, солдат Скотенюк Руслан Дмитрович
17. 14 листопада 2015, Мар'їнка, сержант Романович Олег Федорович
18. 14 листопада 2015, Мар'їнка, сержант Ясан Юрій Володимирович
19. 19 листопада 2015, солдат Костик Володимир Іванович, трагічно загинув під час лікування[5]
20. 23 листопада 2015, солдат Мельничук Віктор Миколайович, біля села Красне, Красноармійський район, Донецька область[6]
21. 8 грудня 2015, солдат Лоцман Анатолій Іванович, помер від поранень
22. 23 грудня 2015 старший лейтенант Скіра Ігор Антонович
23. 26 грудня 2015, сержант Шеметюк Олександр Степанович, Красногорівка[7]

## 2016
1. 9 січня 2016, солдат Супрун Сергій Вікторович[8]
2. 17 січня 2016, молодший сержант Мосійчук Анатолій Семенович[9]
3. 22 січня 2016, солдат Ярема Віталій Іванович[10]
4. 22 лютого 2016, старший сержант Вишневський Олег Миколайович
5. 22 лютого 2016, солдат Шиленга Віктор Миколайович[11]
6. 2 березня 2016, сержант Грішечкін Ігор Володимирович
7. 12 березня 2016, солдат Клименко Руслан Юрійович[12]
8. 24 березня 2016, солдат Івасенко Олег Миколайович[13]
9. 4 квітня 2016, прапорщик Сівоха Віктор Володимирович[14]
10. 5 квітня 2016, солдат Бобоха Ігор Васильович, Єлизаветівка, Мар'їнський район[15]
11. 17 квітня 2016, солдат Гаценко Микола Миколайович[16]
12. 20 квітня 2016, солдат Бистров Андрій Олександрович[17]
13. 26 квітня 2016, Петров Андрій Миколайович, солдат [18]
14. 29 квітня 2016, солдат Мацюк Олександр Володимирович[19]
15. квітень 2016, сержант Лукашенко Сергій Анатолійович[20]
16. 14 жовтня 2016, молодший сержант Смирнов Олександр Сергійович[21]
17. 31 жовтня 2016, солдат Дедишин Микола Євгенович[22]
18. 18 листопада 2016, солдат Юхимчук Віталій Васильович, Сизе, Станично-Луганський район[23]

## 2017
1. 12 січня 2017, старший солдат Корнелюк Богдан Олександрович, Станиця-Луганська
2. 26 січня 2017, старший солдат Білоус Юрій Миколайович, Райгородка, Новоайдарський район[24]
3. 16 березня 2017, солдат Грабарчук Микола Олегович
4. 16 березня 2017, солдат Яворський Микола Васильович
5. 7 червня 2017, солдат Белоцький Тарас Миколайович[25].
6. 22 липня 2017, солдат Пляшко Федір Петрович[26].
7. 6 серпня 2017, солдат Максименко Арсен Георгійович, с. Артема (Станично-Луганський район)[27].
8. 11 вересня 2017, прапорщик Деркач Іван Степанович, с. Передільське (Станично-Луганський район)[28].
9. 7 жовтня 2017, капітан Голець Андрій Миколайович, с. Сотенне (Станично-Луганський район)[29].

## 2018
1. 7 квітня 2018, солдат Кобринчук Ігор Петрович[30].
2. 29 квітня 2018, солдат Хоптяр Володимир Борисович[31].
3. 21 травня 2018, солдат Калашник Олександр Вікторович[32].
4. 9 травня 2018, сержант Пушкарук Олег Вікторович, Золоте Луганської області.
5. 15 травня 2018, старший солдат Кураш Іван Іванович.
6. 18 червня 2018, старший солдат Попов Андрій Анатолійович, [33].
7. 20 червня 2018, солдат Майданюк Яків Олександрович, [34].
8. 8 липня 2018, Борсук Іван Іванович, помер від поранень[35].
9. 20 липня 2018, Огороднік Сергій Олександрович
10. 8 серпня 2018, Єлістратов Андрій Юрійович, старший солдат
11. 18 серпня 2018, Крищук Василь Юрійович, старший солдат
12. 4 вересня 2018, старшина Зубрицький (Нагорний) Сергій Антонович [36].
13. 4 листопада 2018, молодший сержант Пасичнюк Максим Вікторович.
14. 25 листопада 2018, Лахай Віктор Михайлович. Помер від поранень внаслідок обстрілу взводного опорного пункту вночі в селі Катеринівка Попаснянського району Луганської області[37].
15. 1 грудня 2018, Ольшевський Дмитро Петрович [38].

## 2019
1. 4 грудня 2018, Хлівний Богдан Геннадійович,
2. 23 березня 2019, старший солдат Дяченко Володимир Анатолійович [39].
3. 30 квітня 2019, старший сержант Глива Іван Іванович [40].
4. 10 травня 2019, солдат Ковалишин Степан Володимирович [41].
5. 11 серпня 2019, майор Черниш Владислав Володимирович [42].
6. 3 жовтня 2019, старший солдат Тишик Юрій Анатолійович[43].
7. 12 листопада 2019, прапорщик Лойчук Ігор Федорович[44].
8. 14 листопада 2019, солдат Хомік Юрій Миколайович [45].
9. 16 листопада 2019, сержант Соколов Артем Іванович[46].
10. 9 грудня 2019, молодший сержант Войтович Андрій Володимирович, Золоте
11. 9 грудня 2019, молодший сержант Пруський Віктор Федорович, Золоте
12. 9 грудня 2019, старший солдат Сирота Сергій Миколайович, Золоте[47].

## 2020
1. 6 вересня 2020, молодший сержант Кубійович Тарас Степанович, поблизу с. Причепилівка Новоайдарського району на ВОП «Барс» (Бахмутська траса)[48].
2. 14 грудня 2020, Тарасюк Микола Вікторович, за невстановлених обставин потрапив на тимчасово не підконтрольну територію, де загинув (причина смерті — асфіксія (удушення), а категорія смерті — насильницька)[49].

## 2021
1. 4 липня 2021, старший солдат Михайло Зварич ("Шеф"), 39 років. Помер у Львівському військовому шпиталі внаслідок інсульту.

## 2022
1. 26 лютого 2022, солдат Фацинець Артур Миколайович
2. 7 березня 2022, капітан Ткачук Андрій Олександрович, командир механізованої роти. Загинув внаслідок авіаудару в с. Дмитрівка Бучанського району Київської області[50].
3. 9 березня 2022, Свинчук Олег Анатолійович. Під час раптового прориву окупантів у танк Свинчука, що прикривав відхід своїх побратимів, влучив ворог. Через це зірвало башту танку, здетонував боєкомплект[51].
4. 24 березня 2022 старший солдат військової служби за контрактом Анталовці Євген Михайлович, водій-санітар медичного пункту 2-го механізованого батальйону. Поблизу населеного пункту Засілля Миколаївської області під час масованого артилерійського обстрілу. Похований в м. Нововолинськ[52].
5. 24 березня 2022, солдат військової служби за контрактом Млинар Андрій Миколайович, водій-санітар медичного пункту 2 механізованого батальйону. Поблизу населеного пункту Засілля Миколаївської області під час масованого артилерійського обстрілу. похований в с. Турівка, Володимирського району, Волинської області[53].
6. 24 березня 2022, солдат військової служби за мобілізацією Величко Василь Олександрович, стрілець-санітар медичного пункту 2-го механізованого батальйону Поблизу населеного пункту Засілля Миколаївської області під час масованого артилерійського обстрілу. Похований у с. Тоболи Камінь-Каширського району Волинської області. Декілька днів вважався зниклим безвісти, оскільки не могли ідентифікувати. Загинув разом із Євгеном Анталовці та Андрієм Млинаром. Нагороджений посмертно орденом за Мужність III ступеня[54].
7. 27 березня 2022, солдат Ліщина Михайло Сергійович
8. 18 травня 2022, Рицький Дмитро Володимирович, Загинув поблизу села Яковлівка, Донецька область. Нагороджений орденом «За мужність» Б.Хмельницького III ступеня.
9. 19 травня 2022, Ференці Василь Іванович. Загинув на Луганщині під Сіверськодонецьком.
10. 23 червня 2022, Гуменюк Віталій Миколайович, навідник, оператор розвідувального взводу. Загинув біля села Спірне під Бахмутом на Донеччині[55].
11. 23 червня 2022, Федоров Юрій Ярославович. Загинув в результаті ворожого обстрілу в районі населеного пункту Васюківка Бахмутського району Донецької області[56]
12. 13 липня 2022, сержант Савіцький Борис Борисович
13. 25 липня 2022, Воронюк Владислав Васильович. Брав участь з 2014 року в захисті України. Загинув внаслідок ворожого обстрілу на Бахмутському напрямку.
14. 26 липня 2022, Тішко Андрій Віталійович, старший солдат. Загинув с. Берестове  Донецької області. Нагороджений Орденом  III ступеня ім. Богдана Хмельницького (посмертно) та Орденом  Князівський хрест Героя «Навіки в строю»[57].
15. 27 липня 2022, Лазуцький Михайло Іванович, рядовий, навідник кулеметного відділення. Загинув в районі населеного пункту Берестове Донецької області[58].
16. 6 серпня 2022, Молодший лейтенант Кожух Олександр Юрійович. Загинув поблизу села Яковлівка, Донецької області від ворожого танкового обстрілу. Нагороджений орденом «За мужність» ІІІ ступеня.
17. 13 серпня 2022, старший сержант Олександр Антипюк ("Антип"). Загинув під час виконання службових обов'язків в районі міста Білозерське на Донеччині.
18. 1 вересня 2022, старший солдат Коляда Василь Петрович, навідник  кулеметного відділення кулеметного взводу стрілецького  батальйону. Загинув в районі населеного пункту Момотове Харківської області[59].
19. 10 вересня 2022, Мельник Сергій Миколайович, 13.09.1980. Загинув під час наступальної операції в населеному пункті Мале Веселе, Харківського району, Харківської області. Нагороджений орденом за мужність ІІІ ступеня.
20. 4 жовтня 2022, Шнайдер Юрій Володимирович. Загинув поблизу населеного пункту Синьківка, Куп'янського району, Харківської області.
21. 8 жовтня 2022, старший лейтенант Мартинюк Олександр Ксенофонтович, захищав Україну з квітня 2014 року, 26 лютого 2022 року знову став до лав ЗСУ. 26 вересня 2022 року зазнав поранення під час наступальної операції в районі с. Вільшана, Куп'янського району, Харківської області, від якого помер.
22. 1 листопада 2022, Мельничук Ігор Сергійович, Молодший сержант. Загинув в с. Ягідне, Харківська область внаслідок мінометного обстрілу взводного опорного пункту[60].
23. 29 листопада 2022, Пантелеєв Володимир. Загинув під час захисту населеного пункту Соледар Донецької області
24. 2 грудня 2022, Федіна Дмитро Іванович, розвідник стрілецького батальйону. Захищав Україну з 25 лютого 2022. Загинув у с. Іванівка, Куп'янського району[61].
25. 21 грудня 2022,  Стрижак Віктор Борисович. Помер від поранень, яких зазнав раніше. [56]
26. 31 грудня 2022, Романчук Руслан Федорович, загинув біля села Іванівка Куп'янського району Харківської області.[62]

## 2023
1. 3 лютого 2023, Сагаль Віктор Ростиславович, 1975 року, загинув в районі населеного пункту Дворічне Куп'янського району Харківської області.[63]
2. 15 лютого 2023, Какалюк Володимир Іванович, 1972 року народження, загинув в результаті обстрілу у Харківській області.[64]
3. 16 лютого 2023, Оласюк Микола Сергійович, 1993 року, загинув внаслідок артилерійського обстрілу.[65]
4. 25 лютого 2023, Зенц В'ячеслав Борисович, 1974 року народження, стрілець-помічник гранатометника, загинув у Харківської області.[66]
5. 4 березня 2023, Рябчук Анатолій Михайлович, 1986 року народження, стрілець-гранатометник. Загинув у районі села Подоли Харківської області[67]
6. 20 квітня 2023, Стецюк Віктор Володимирович, 1981 року народження, стрілець-помічник гранатометника. Загинув поблизу Кучерівки Харківської області[68]
7. 9 травня 2023 - солдат Багнюк Сергій Каленикович, https://ternopilcity.gov.ua/about/geroi-ternopolya/88244.html
8. 13 травня 2023. Ігор Вербицький, 54 роки, старший солдат, стрілець — санітар 1 механізованого батальйону. Загимнуві біля Куп'янська Харківської області в результаті ворожого обстрілу.[69]
9. 7 червня 2023, Дудай Богдан Олександрович, 1997 року народження. Група інженерного забезпечення, саперна рота, сапер. Загинув в населеному пункті Масютівка Харківської області[70]
10. 25 червня 2023, Семенович Сергій , 1975 року народження. Сержант. Кулеметник 1-го стрілецького взводу 5-ї стрілецької роти. Загинув на Харківщині[71].
11. 25 червня 2023, Кужель Микола Сергійович, 1988 року народження. Стрілець-зенітник ракетного взводу 2-го стрілецького батальйону[72]
12. червень 2023, Шулик Лілія Миколаївна, 2001 року народження, бойова медикиня, загинула на півночі Харківщини.[73]
13. 1 липня 2023, Крачук Юрій Анатолійович. Загинув в результаті ворожого обстрілу у с. Кучерівка Куп'янського р-ну Харківської області. [56]
14. 22 липня 2023, Пербейнос Сергій Анатолійович, 1983 року народження, молодший лейтенант. Загинув у районі населеного пункту Лиман Перший Харківської області.[74]
15. 2 серпня 2023, старший лейтенант Корвацький Роман Ігорович
16. Андрій Твердохліб 1989 р. — 2022 р. потрапивши під обстріл.[джерело?]
17. Івашко Валерій (1972, с. Жовкині, Рівненська обл. — 2023) — командир відділення кулеметного взводу.
18. 12 жовтня 2023, Пицяк Олег Олексійович— військовослужбовець самохідного артилерійського дивізіону. Загинув в районі міста Куп'янськ Харківської області[75]
19. 13 жовтня 2023, Кошляк Олег Іванович — стрілець-санітар. Загимнув біля села Першотравневе Куп'янського району, Харківської області[76].
20. 19 жовтня 2023, Артеменко Артем Олександрович— солдат, навідник-оператор, заступник командира бойової машини. Загинув в районі села Лиман Перший Куп'янського району Харківської області
21. 29 жовтня 2023, майор Сенькевич Микола Миколайович
22. 5 листопада 2023, Стебельський Руслан. с. Нижня Вовча [77].
23. 5 листопада 2023, Бакрев Юрій Васильович. Солдат, водій інженерно-саперного відділення. Загинув у районі села Першотравневе Куп'янського району Харківської області загинув[78].
24. 10 листопада 2023, Музичук Юрій. Загинув в Харківській області [79]
25. 31 грудня 2023, Гапонюк Олександр Петрович, молодший сержант

## 2024
1. 4 квітня 2024 - Пелехатий Ярослав Зіновійович, 44 роки. Стрілець-помічник гранатометника. Загинув в районі н.п. Вільшана Куп’янського району Харківської області[80].
2. 14 жовтня 2024, Іван Комзюк, житель с. Дольськ